# Edifício Lúcio Costa
O Edifício Lúcio Costa, popularmente conhecido como Banerjão, é um edifício de 31 andares e 3 subsolos situado no bairro do Centro, na Zona Central da cidade do Rio de Janeiro. Localiza-se no cruzamento da Avenida Nilo Peçanha com a Rua México, em frente ao Buraco do Lume.
O prédio, ícone do modernismo, foi construído na década de 1960 seguindo projeto do arquiteto Henrique Mindlin. Foi sede do Banco do Estado da Guanabara (BEG), posteriormente renomeado para Banco do Estado do Rio de Janeiro (BANERJ). No filme Roberto Carlos em Ritmo de Aventura, de 1968, o edifício foi um dos cenários de gravação. Atualmente é a sede da Assembleia Legislativa do Estado do Rio de Janeiro.
O edifício recebeu seu nome por homenagear Lúcio Costa, que foi um arquiteto e urbanista brasileiro nascido na França. Lúcio Costa ficou conhecido por ter projetado a cidade de Brasília, o bairro carioca da Barra da Tijuca e o Parque Eduardo Guinle.

## Nova sede da Assembleia Legislativa do Estado do Rio de Janeiro
Atualmente, o Edifício Lúcio Costa abriga os gabinetes dos deputados estaduais fluminenses e as áreas administrativas da Assembleia Legislativa do Estado do Rio de Janeiro (ALERJ). A reforma do local foi custeada por um fundo de R$ 156 milhões proveniente de economias do orçamento da ALERJ, que aproveitou a estrutura original do edifício. A antiga sede da Casa, o Palácio Tiradentes, será transformada em um centro cultural.
Inaugurado em 3 de agosto de 2021, o novo plenário da Casa Legislativa, onde ocorrem as votações, ficará no primeiro subsolo do edifício. A antiga caixa-forte do Banco do Estado do Rio de Janeiro, onde paredes de 60 centímetros protegiam notas de dinheiro, ouro e objetos valiosos, foi readaptada para receber a sala de imprensa. Cada andar do prédio abriga seis gabinetes com uma área de 100 m² cada.